# Permutatio (1173)
Histoire de Lyon au Moyen Âge
Bulle d'or - Permutatio - Traité de Vienne - Philippines - Charte Sapaudine
La permutatio ou permutation de 1173 est une transaction conclue entre l'archevêque de Lyon Guichard de Pontigny et le comte de Forez Guigues II de Forez. Elle clôt plus d'un siècle de conflit entre les archevêques de Lyon et les comtes laïcs de Lyon pour le pouvoir sur le Lyonnais, qui reste dans les mains de l'archevêque, en organisant l'échange (permutation) de terres entre les deux protagonistes. Une bulle du pape Alexandre III confirma la permutation en 1174.

## Contexte
Dès 1156, l'empereur du Saint-Empire Frédéric Barberousse, qui avait épousé l'unique héritière des comtes de Bourgogne Béatrice Ire, entreprit une reprise en main de l'ancien royaume bourguignon et s'appuyant sur les antagonismes locaux. Depuis le début du XIe siècle, les comtes de Lyon et de Forez (héritiers du titre de comtes de Lyon depuis Artaud II de Forez) étaient en conflit chronique avec les archevêques de Lyon pour les droits féodaux sur le chapitre installé sur la rive occidentale de la Saône. En 1157, l'empereur trancha opportunément pour l'archevêque en délivrant à Héracle de Montboissier une bulle d'or qui lui accordait la souveraineté totale sur la ville et la partie du Lyonnais situé à l'Est de la Saône, instituant ainsi la ville en seigneurie épiscopale dépendant du Saint-Empire romain germanique, évinçant explicitement toute ingérence du comte dans les affaires de la cité par la formule : « Que nul comte ou juge ne s'avise de faire la loi sur ces terres, sinon l'archevêque et primat de Lyon ».
Durant l'été 1158, le comte Géraud Ier de Mâcon et l'archevêque Héracle de Montboissier, appuyés dans leur entreprise par le chancelier impérial Rainald von Dassel, tentèrent de marcher contre Guigues II de Forez, ami du roi Louis VII, en s'en prenant en particulier à la clef de voûte du système défensif du comte, la forteresse d'Yzeron, sur la route de Lyon à Montbrison, Guigues II fut victorieux et prit Lyon en mars 1162.
En pleine crise du schisme pontifical l'ensemble de la région se retrouva entrainée dans le conflit entre le pape et l'empereur :
- Le parti de l'antipape Victor comptait ainsi dans ses rangs le comte Géraud Ier[6] (parent de l'empereur), l'archevêque Héracle de Montboissier et une partie du chapitre lyonnais.
- Alexandre III apporta son soutien au comte de Forez et, réfugié en France en 1162, appela à la paix[7]. Il parvint à rallier à sa cause une partie des chanoines lyonnais. Il prit la défense de Cluny (11 juillet 1163) et obtint l'appui de l'ensemble des établissements religieux du Mâconnais. Les partisans du pape ne furent ensuite rejoints que tardivement par Humbert III de Beaujeu.

Ainsi sous la pression des partisans du pape, le successeur de Héracle de Montboissier élu par le chapitre en 1163, Dreux de Beauvoir, proche de l'antipape Victor IV ne fut jamais consacré par le pape Alexandre III. Ce fut finalement Guichard de Pontigny imposé par le pape et Louis VII, qui lui succéda en 1165 comme archevêque, mettant ainsi fin à la crise.

## Première transaction en 1167
En 1167, un premier accord, conduit par l'archevêque Pierre II de Tarentaise, annula la bulle d'or impériale et rétablit les anciens droits du comte sur la ville de Lyon. La transaction traduit le retour de l'influence française et papale sur la ville.
La paix revenue après la soumission de Gérard de Mâcon à Vézelay en 1172, Louis VII ne désirait probablement pas que le conflit chronique dégénère à nouveau en guerre contre le Saint-Empire. Il imposa (vraisemblablement sous l'influence du pape Alexandre III et des cisterciens) un nouvel accord disposant de la vente des terres lyonnaises et des anciens droits du comte de Forez contre onze cents marcs d'argent et de la rétrocession des biens temporels de l'Église de Lyon en Forez. Le traité, qui prit la forme d'une permutation (permutatio), fut conclu en 1173.

## Contenu de la Permutation de 1173

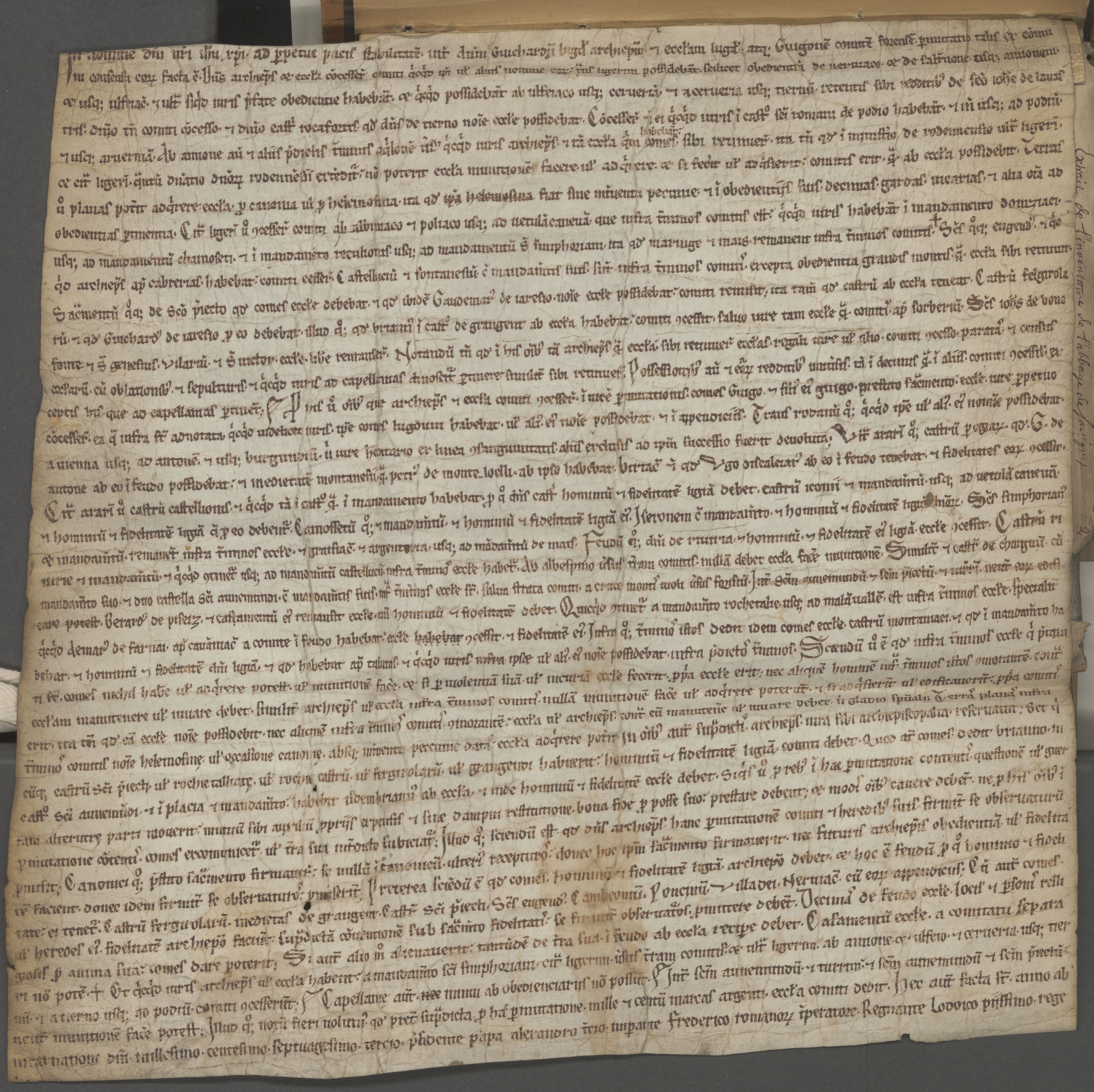
Texte de la Permutatio (archives du Rhône : 10 G 1847).

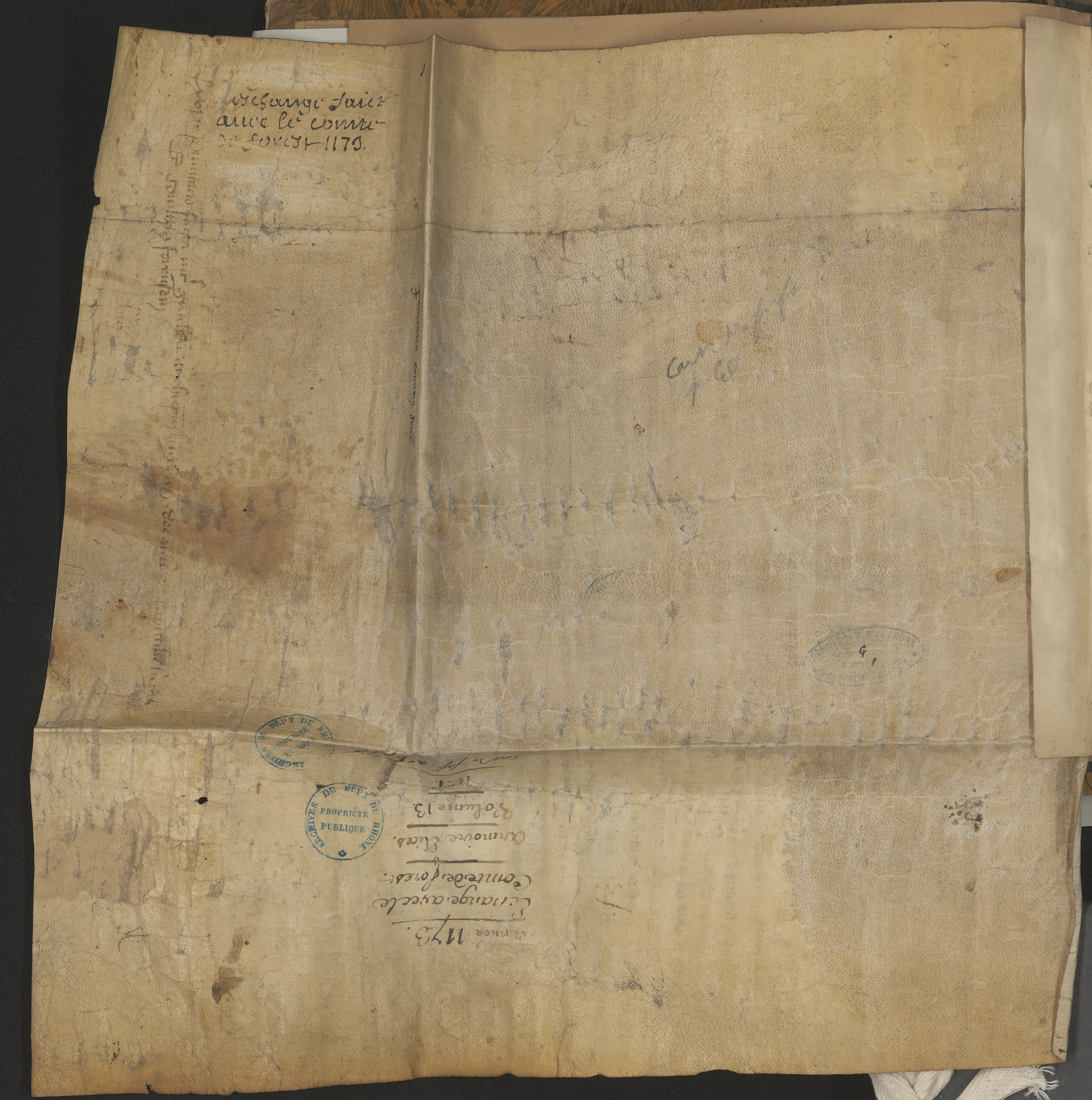
Verso du document.

Par cet acte, le comte de Forez renonça à la majeure partie de ses droits sur le Lyonnais qui releva dès lors de la juridiction temporelle de l'archevêque. L'Église de Lyon abandonna ses possessions temporelles dans la vallée de la Loire (tout en gardant son pouvoir spirituel sur le Forez qui restait alors dans le diocèse de Lyon). Le comte gardait l'ensemble des places-fortes contrôlant la grande route du Puy mais prêtait hommage pour une partie d'entre elles. Afin, sans doute, d'éviter une éventuelle reprise future du conflit, les deux parties s'engageaient à une « démilitarisation » de l'actuelle région stéphanoise.
D'une part, l'archevêque et l'Église de Lyon cèdent au comte tout ce qu'ils possédaient : 
- au-delà de la Loire, les obédiences de Nervieu et de Souternon, jusqu'à Amions et Urfé ainsi que Cervières, Thiers et le domaine du château de Rochefort (Saint-Laurent-Rochefort) ;
- les possessions du château de Saint-Romain-le-Puy jusqu'au Puy et l'Auvergne ;
- le territoire du Roannais, au-delà et « autant que le domaine des Seigneurs du Roannais s'étend, l'Église ne pourra ni acquérir de place forte, ni en fortifier aucune, à moins de la remettre au Comte » ;
- de Balbigny à Pouilly-lès-Feurs, tout ce qui dans les mandement de Donzy, de Cornillon et de Saint-Symphorien-sur-Coise laissait Maringes et Meys dans les limites du comté;
- Saint-Héand et Chevrières ;
- Châtelus et Fontanès (sauf l'obédience de Grammond);
- Saint-Priest-en-Jarez ;
- le château de Feugerolles, le château de Grangent.

Les droits tant de l'Église que du comte à Sorbiers restent inchangés. Saint-Jean-Bonnefonds, Saint-Genest-Lerpt, Villars et Saint-Victor sont laissés à la liberté de l'Église.
D'autre part, le comte Guigues II de Forez et son fils abandonnent à l'Église :
- tout ce que le comte avait de droit sur Lyon, ou un autre possédait en son nom, et ce qui en dépendait ;
- tout ce qu'il possédait au-delà du Rhône, ou un autre en son nom, de Vienne jusqu'à Anthon et Bourgoin (hormis la succession par droit d'héritage);
- au-delà de la Saône, « le château de Pérouges que Guichard d'Anthon possédait de lui en fief, la moitié de Montaney que Pierre de Mont Luel avait de lui, et aussi Giry, qu'Hugues Le Déchaussé tenait de lui en fief, il les a cédés avec leurs fidélités » ;
- les châteaux et les mandements de Châtillon, d'Oingt, de Chamousset et d'Yzeron ;
- Saint-Symphorien-sur-Coise ;
- Grézieu-le-Marché, Sainte-Foy-l'Argentière ;
- le château de Riverie ;
- Changy ;
- le mandement et les deux forts de Saint-Chamond, sauf la route de la Croix du Mont-Violay[13] à Feurs ;
- une partie du mandement de Rochetaillée jusqu'à Malleval ;
- le château de Montagny et Félines.

Enfin, le texte indique :
- « quiconque aura le château de Saint-Priest, ou de Rochetaillée, ou le Château-Roche, ou de Fougerolles, ou de Grangent, doit hommage lige et fidélité au Comte » ;
- « que le Comte doit foi et hommage lige à l'Archevêque, et qu'il est tenu à l'hommage et fidélité pour ce fief-ci : le Château de Fougerolles, la moitié de Grangent, le Château de Saint-Priest, Saint-Héand, Chambost-Longessaigne, Poncin, Ville-Dieu, Nervieu, avec les dépendances » ;
- qu'entre Saint-Chamond, La Tour-en-Jarez et Saint-Priest-en-Jarez, ni l'un ni l'autre ne peuvent faire de fortification ;
- que l'Église verse onze cents marcs d'argent au comte.

## Effet

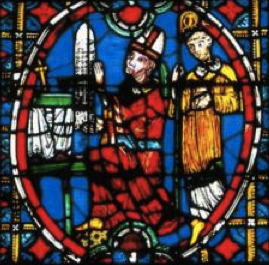
Vitrail de la primatiale Saint-Jean à Lyon représentant Renaud de Forez, archevêque de Lyon (1193–1226) et régent du comté de Forez.

Le pape Alexandre III adressa une bulle (3 ou 5 juin 1175) aux archevêques de Vienne et de Clermont leur enjoignant de prévenir le comte qu'il encourait l'excommunication en cas de reprise des hostilités[source insuffisante].
Le payement de la somme de onze cents marcs d'argent par l'Église de Lyon se révéla problématique et cette dernière dut engager ses terres du Monts d'Or et fournir trente quatre otages aux abbés de Savigny et l'Ile-Barbe afin qu'ils se portent garants du payement de la somme[source insuffisante].
La somme permit à Guigues II de Forez de racheter les seigneuries de Forez et de s'assurer 10 à 12 000 livres viennois de rente annuelle (une fortune par rapport à celle du roi) qui lui garantissait désormais une vraie stature de « seigneur féodal ».
Lucius III confirma la transaction au chapitre et au comte en janvier 1182[source insuffisante].
Par la permutatio, la limite méridionale du Royaume franc et du Saint-Empire se voyait ainsi repoussée de la rive ouest de la Sâone aux confins de l'actuelle région stéphanoise. L'influence politique des cisterciens y resta notable après la mort de Guichard. Ainsi en 1184, Hugues de Bonnevaux en présence de Jean Belles-mains obtint la protection de Guigues II de Forez pour l'abbaye de Valbenoîte,,, implantée à proximité de la voie des pèlerins de Lyon au Puy.
Le successeur de Guichard, Jean Belles-mains, fut tout autant soucieux d'éviter un retour du comte que de réduire le rôle des chanoines du chapitre qui avaient joué un rôle central dans le conflit. Il obtint de Frédéric Barberousse une confirmation de la bulle d'or en 1187 confortant le rôle prédominant de l'archevêque au détriment des chanoines. De même, l'accord sur la vacance des évêchés de Lyon et d'Autun accordé par Philippe II Auguste évinçait définitivement le chapitre en cas d'intérim. Jean introduisit dans les statuts du chapitre une nouvelle clause : le serment de respecter les termes de la permutation, préparant probablement l'arrivée de son successeur.
En effet, en 1193, ce fut finalement le fils du comte Guigues II de Forez, Renaud de Forez qui devint archevêque de Lyon. Cette accession (peut-être organisée en même temps que la permutation) confirma le retour de l'influence française sur la région. À la mort en 1203 de son frère Guigues III de Forez, il exerça alors conjointement la fonction épiscopale et la régence du Forez.
Les comtes de Forez ne renoncèrent au titre de « comte de Lyon » qu'en 1202, soit neuf ans après l'accession au trône épiscopal de Renaud de Forez,[source insuffisante],[source insuffisante].